# Houcine Slaoui
Houcine Slaoui (uttalat Husyn Slawi, arabiska: حسين السلاوي), född Houcine Ben Bouchaïb 1921 i Salé, död 1951, var en marockansk sångare och låtskrivare som hade en stor påverkan på den nya moderna marockanska chaabimusiken.